# Mahagonny-Songspiel
Mahagonny-Songspiel, también conocida como Pequeña Mahagonny, es una "cantata escénica a pequeña escala" escrita por el compositor Kurt Weill y el dramaturgo Bertolt Brecht en 1927. A Weill se le encargó en la primavera escribir una de una serie de óperas muy breves para representar aquel verano, y él eligió usar la oportunidad para crear un "ejercicio estilístico" como preparación para un proyecto a mayor escala que ellos habían empezado a desarrollar juntos (los dos se habían encontrado por vez primera en marzo), su ópera épica Ascenso y caída de la ciudad de Mahagonny (1930).
La Pequeña Mahagonny se basó en cinco "canciones de Mahagonny", que habían sido publicadas con antes ese año en el año en la colección de poesía de Brecht, Devociones por el hogar (Hauspostille), junto con tonadas de Brecht. A aquellos cinco se les añadió un nuevo poema, "Poema sobre un hombre muerto", que iba a formar el final. Dos de las canciones eran parodias en idioma inglés escrita por Elisabeth Hauptmann: la "Alabama Song" y "Benares Song". Usando una o dos de las melodías de Brecht como punto de partida, Weill empezó en mayo a poner música a las canciones y a componer interludios orquestales según la siguiente pauta:
Canción Una | Pequeña marcha | Alabama Song | Vivace | Canción Dos | Vivace assai | Benares Song | Sostenuto (Coral) | Canción Tres | Vivace assai | Final: Poema sobre un hombre muerto
La Pequeña Mahagonny se produjo por vez primera en el nuevo Festival alemán de Música de cámara en Baden-Baden el 17 de julio de 1927. Brecht dirigió, Lotte Lenya interpretó a Jessie, y el diseño escénico fue de Caspar Neher, quien situó la escena en un ring de boxeo ante proyecciones en segundo plano que introducían títulos de escena al comienzo de cada sección.